# Татьянин, Александр Евдокимович
Татьянин, Александр Евдокимович (18 июня 1913 — 16 марта 1956) — советский архитектор.
Член Союза архитекторов, активно проектировавший в Красноярске в конце 1940-х — 1950-х годов, автор жилых и общественных зданий, проектов планировки городских территорий.

## Биография
Родился в семье торгового служащего.
После окончания средней школы поступил в Иркутский коммунально-строительный техникум (1931—1933).
По окончании техникума работал по направлению в Улан-Удэ на строительстве паравозостроительного завода.
В 1934 году поступил в институт Сооружений в проектную группу при горсовете Иркутска, в качестве техника-архитектора.
В 1937 году поступил в Новосибирский Инженерно-Строительный Институт на архитектурный факультет.
После окончания института в 1942 году направлен в Красноярск в ОСМЧ-26 (позднее строительно-монтажный трест НКСтроя, с 1945 года трест «Красноярскпромхимстрой»), где проработал до 1948 года. В этот период времени был на разных участках работы: прорабом на строительстве понтонного моста, инженером технического контроля, начальником опалубочного цеха, начальником дерево-обделочного цеха. С 1945 года работал архитектором в ПТО треста, до ликвидации этой группы в 1948 году. с 1950 года являлся архитектором в Архитектурно-проектной мастерской при Управлении Главного архитектора города Красноярска. В 1951 году мастерская была передана в трест Крайпроекта.

## Семья
- Родители: отец — Евдоким Васильевич (1893 — 1947), директор Треста пригородных хозяйств г. Иркутск (1937г.), мать — Надежда Абрамовна (1896 г. р.), работала в Октябрьском отделении Госбанка в Красноярске..

Похоронен на Троицком кладбище.

## Проекты и постройки
- поликлиника Ленинского района (завода № 580) в Красноярске, ул 26 Бакинских Комиссаров, 46
- здание рабочего клуба на Бумстрое (киноклуб завода № 580; ДК «Химик»), ул 26 Бакинских Комиссаров, 9
- жилой дом на 16 квартир для комбината «Красноярскуголь», ул. Карла Маркса, 56 / ул. Сурикова
- дом управления Треста, ул 26 Бакинских Комиссаров, 44
- Дом отдыха для рабочих треста с элементами малых форм
- Пионерский лагерь треста